# Riksorganisationen Same Ätnam
Riksorganisationen Same Ätnam (RSÄ) är en samisk organisation, bildad 1945 för att stärka samisk kultur. 
Same Ätnam är en av stiftarna för Sameslöjdstiftelsen Sámi Duodji tillsammans med Svenska Samernas Riksförbund. Same Ätnam är också en av stiftarna för Samernas utbildningscentrum, för stiftelsen Samefolket, för Stiftelsen Gaaltije samt för Ájtte Svenskt fjäll- och samemuseum. 
Same Ätnam ingår tillsammans med Svenska Samernas Riksförbund och Renägarförbundet i den svenska sektionen av Samerådet (Saami Council). Samerådet utgörs av samiska huvudorganisationer från Norge, Finland, Ryssland och Sverige.
Medlemmar i Same Ätnam är dels enskilda personer och dels sameföreningar. Högsta beslutande organ är landsmötet som har hållits årligen sedan 1945. Organisationen saknar idag[när?] kansli. 

## Historik
Idén om en samisk riksorganisation diskuterades vid ett samiskt ungdomsmöte i Sorsele 1944. Utkast till stadgar utarbetades av bland annat Gustav Park och lappfogden Erik Hedbäck och ett konstituerande mötet för Same Ätman, Sällskapet Lapska Odlingens Framtid hölls i Jokkmokks gamla kyrka 3 februari 1945, med biskop Bengt Jonzon som ordförande och rektor Lennart Wallmark  vid Samernas folkhögskola som sekreterare.  Bengt Jonzon var ordförande fram till 1960, men sedan övertogs ledarskapet av samerna själva och ett namnbyte skedde till Riksorganisationen Same Ätnam. 
Organisationens viktigaste uppgift var till en början att verka för sameslöjdens utveckling och bevarande. Same Ätnam anställde tidigt slöjdkonsulenter, vilka bland annat utarbetade en kvalitetsmärkning med det så kallade Duodji-märket. Detta arbete har numera[när?] övertagits av Sameslöjdstiftelsen Sámi Duodji. 

## Ordförande från 1945
- 1945-1961 Bengt Jonzon
- 1961-1969 Lennart Wallmark
- 1969-1971 Lars Thomasson
- 1971–1973 John Paul Persson
- 1973–1979 Gustaw Heikka
- 1979–1984 Ulla Barruk Sunna
- 1984–1987 Aldor Stenvall
- 1987–1991 Lars-Nila Lasko
- 1991–1993 Sonia Larsson
- 1993–1994 Eva Rehnfeldt
- 1994–1997 Lars-Nila Lasko
- 1997–2002 Sakka Nejne
- 2002–2006 Kristina Lasko
- 2006–2007 Kristina Nordling
- 2007–2012 Lars-Nila Lasko
- 2012–2013 Kristina Larsgren, Peter Rodhe (interimsstyrelse)
- 2013–2020 Peter Rodhe (avgick 2020-01-06), Marita Granström (interimsstyrelse)
- 2020–2022 Marita Granström
- 2022–     Mikael Jakobsson

## Övrigt
Same Ätnam är också titeln på tonsättaren Wilhelm Peterson-Bergers symfoni nr 3 i f-moll, komponerad 1913–15. 